# Ишхан (титул)
Ишхан (арм. իշխան) — армянский княжеский наследственный титул. Как и другие наследственные титулы, титул принца даруется (или признается) монархами ( императорами, царями-тагаворами) или высокопоставленными чиновниками.

## Этимология
Большинство ученых сходятся во мнении, что титул армянского князя имеет индоевропейское происхождение и соответствует иранскому титулу xshatriya, который в древности означал воин, военачальник .

## Великая Армения
В Великой Армении князья возникали двумя путями. Сначала князьями становились вожди древних армянских племен (естественные князья). Большинство из них считали свое происхождение от потомков Хайка Наапета . Таковы были Хайказуни, Хорхоруни, Манавазян, Бзнуни, Слкуни, Вахуни, Рштуни, Зарехаванян, Багратуни, Арцруни, Араншахик и другие династии. По свидетельству Мовсеса Хоренаци, царь Вагаршак Аршакуни впервые зарегистрировал вышеназванные природные династии на царском престоле.
Второй способ возникновения – присвоение титула, по которому заслуженные лица, оказавшие наибольшие заслуги в военной или иной государственной сфере, получают титул князя от армянского царя или царя. Например, таковыми были правящие династии Мамиконянов или Димаксянов .
В Великой Армении все древние князья считались министрами (по мнению некоторых ученых, значение «наха» и «арар» соответствует нахарару в иранских языках). У всех армянских князей были свои провинции или миры, где они считались «господами» (в древности это употреблялось исключительно в значении князя). Например, Бзнуникская провинция Туруберан унаследовала правяще -министерская династия Бзнуни . А мир Сюника полностью принадлежал правяще-министерской династии Сюника. Княжеская крепость или замок располагалась в правящем дворе . В разные века правящими поселениями Бзнуни были Хлат и Датван, а у сюников Шагат, Ернджак и Капан .
Кроме того, многие армянские князья-министры традиционно занимали должности при Армянском дворе. Эти агентства также достались по наследству от членов семьи». Например, армянское духовенство принадлежало правящей династии Слкунов, агентство Армянского Спарапета принадлежало династии Мандакуни, а затем перешло к Мамиконянам, а охотничье агентство было наследственным агентством династии Бзнуни .
Все армянские князья имели свои проправительственные полки, которые считались частью армянского войска. Во время войны все армянские правящие дома были обязаны подчиняться лагерю, определенному армянским царем, каждая правящая династия со своим полком. Численность кавалерийских полков правяще-министерских династий определялась королем Зоранамаком . В военном отношении самой могущественной правящей династией Великой Армении были Сюники . Они присутствовали в обязательных лагерях численностью более 19 000 конных полков. Примечательно, что во время войны все взрослые дети мужского пола правящих домов (кроме духовенства) были обязаны принимать участие в боевых действиях. Князья и дворяне всегда сражались верхом.
Первый тяжелый удар по правящему классу Армении был нанесен во время арабских захватчиков. Арабы, понимая, что они никогда не смогут полностью контролировать Великую Армению, пока существует правящий класс страны, стали с особой жестокостью воевать против армянских правителей. Поселившийся в Нахичевани в 705 г. арабский полицейский обманным путем пригласил к себе армянских князей якобы для мирных переговоров. Однако, когда прибыли князья, он одних из них заключил в тюрьму в Нахичевани, а других предал огню в церквях Храми. Геноцид армян, совершенный этими арабами, историки называют Годом огня. Несмотря на значительные потери, армянский правящий класс выстоял и продолжал борьбу с арабскими захватчиками, пока Ашот, представитель династии Багратуни, не был провозглашен сначала князем, а затем царем Армении.

## После падения Анийского царства
В средние века (12-13 века) возник ряд новых правящих династий, все из которых произошли от более старых правителей. Самые могущественные из них, Закаряны, произвели административное деление в освобожденной Армении, установили средневековые власти по примеру традиционных армянских властей во главе с вачутянами, орбелянами, прошянами, ваграмянами, хаченскими владыками; Последние по своему подчинению привилегированно отличались от своей династии и от князей других династий. Вновь назначенные предвзятые командиры первоначально занимали военно-административные должности, но вскоре приобрели должность и титул в наследственную монополию.
Второй удар армянской средневековой власти был нанесен монголо-татарскими полчищами. Большинство армянских властей потеряли свои владения. Лишь нескольким правящим домам удалось сохранить свою власть. В частности, Закаряны-Длиннорукие (аргуты), Хачени Гасан-Джалаляны, Орбеляны Сюника . Некоторые из армянских правящих династий были спасены в Грузинском королевстве, восстановлены в грузинском правящем классе путем восстановления правящего титула (в том числе Туманяны, Аматуни, Аргутяны и др.).

## Новое время
Из армянских правящих домов, сохранившихся после татаро-монгольского завоевания, произошли армянские династии позднего средневековья, нового времени, некоторые из которых известны как армянские княжества . Само слово мелик семитского происхождения и означает «царь», «господин». Особо отличались своей военно-политической мощью другие княжества Арцах, Сюник, Гегаркуник . Они считались обладателями своих держав ( княжеств ), подчинялись только интересам Персии (по такому же принципу, как армянские князья подчинялись армянским царям ). Подобно средневековым армянским князьям, хотя мелик и не называл их титулом, мелики имели свои полки («меликатский полк»), считались верховными правителями своих провинций, проводили суды, а некоторые имели право казнить (а право, закрепленное исключительно за монархами или высокими князьями). Кроме того, армянские князья и мелики проводили особую внешнюю политику, конечной целью которой было восстановление независимого Армянского царства при поддержке европейских держав или России. Для этого в 1699 г. В Ангегакоте в 1714 г. Собравшиеся в Гандзасаре собрания меликов установили переписку с европейско-русскими монархами.
После присоединения Северо-Восточной Армении к России ряд армянских правящих династий вошел или возник в составе Российской империи, некоторым династиям была предоставлена независимость, а тем, кто смог доказать свое происхождение, был присвоен княжеский титул. При коммунистическом режиме использование наследственных наследников было категорически запрещено, а наследники армянских правящих домов подвергались жесткому давлению, гонениям, многие были расстреляны или сосланы, вынуждены были изменить или сократить свои фамилии. Несмотря на все это, потомки армянских правящих династий выжили, объединившись со времен независимости Армении в различные официально зарегистрированные неправительственные организации, включая Союз армянских князей, Союз меликатов, Союз армянских дворян.